# Grajaú
Grajaú là một đô thị thuộc bang Maranhão, Brasil. Đô thị này có diện tích 7407,824 km², dân số năm 2007 là 54441 người, mật độ 7,35 người/km².